# Susan Gross Solomon
Susan Gross Solomon (* 16. April 1943) ist eine kanadische Politologin.

## Leben
Sie erwarb den PhD an der Columbia University. Sie war Professorin für Politikwissenschaft an der Universität Toronto und Direktorin für Europastudien an der Fakultät für Künste und Naturwissenschaften. Ihre Expertise liegt in den internationalen wissenschaftlichen Beziehungen einschließlich der Sowjetunion.

## Schriften (Auswahl)
- The Soviet agrarian debate. A controversy in social science 1923–1929. Boulder 1977.
- mit Linda L. Lubrano (Hg.): The social context of Soviet science. Boulder 1980.
- (Hg.): Pluralism in the Soviet Union. Essays in honour of H. Gordon Skilling. London 1983.
- (Hg.): Beyond Sovietology. Essays in politics and history. Armonk 1993.

| Personendaten    | Personendaten          |
| ---------------- | ---------------------- |
| NAME             | Solomon, Susan Gross   |
| KURZBESCHREIBUNG | kanadische Politologin |
| GEBURTSDATUM     | 16. April 1943         |